# Río Piles
El río Piles es un corto río costero del norte de España. Su curso de 6,8 km de longitud discurre íntegramente por el concejo de Gijón, situado en la zona central del Principado de Asturias, y termina en el mar Cantábrico.

## Toponimia
El filólogo especializado en lengua asturiana Xosé Lluis García Arias considera, en su libro Pueblos asturianos: el porqué de sus nombres, que el origen del nombre del río probablemente se halle en el término de origen latino pilam. Este significa pilastra o columna y, de acuerdo con el autor, haría referencia a viejas construcciones necesarias para traspasarlo.

## Curso

### Curso de los arroyos que lo forman
El río Piles nace en el concejo de Gijón por la confluencia de los arroyos Llantones y Meredal en la parroquia de Vega.
El curso del arroyo Llantones comienza en la ladera del pico de san Martín, una elevación cuya cima pertenece a la parroquia gijonesa de Huerces. No obstante, el nacimiento del arroyo se sitúa en una zona perteneciente a la parroquia de Anes del vecino concejo de Siero, próxima a la aldea de La Madera. El Llantones se dirige a continuación hacia el noroeste y luego gira hacia el norte, pasando por el barrio de Llantones, ya en la parroquia de Leorio. De allí gira hacia el este bordeando la escombrera de la mina de La Camocha para coincidir con el Meredal.
El segundo de los arroyos que dan lugar al Piles también nace en Siero, concretamente en la aldea de El Fresno, perteneciente a la parroquia de La Collada. Seguidamente, el arroyo Meredal sigue el valle de la parroquia gijonesa de Baldornón en dirección hacia el norte. Pasa entonces por la aldea de Garvelles, en la parroquia de Caldones, hasta llegar a Vega.

### Curso del propio río Piles
Tras su nacimiento en Vega, el río atraviesa el extremo occidental de la parroquia gijonesa de Granda, fluyendo en dirección noroeste. 
A continuación el Piles entra en la ciudad de Gijón por la zona de La Coría, en el barrio de Viesques. A ambos lados del río, en su recorrido por Viesques, se encuentra uno de los mayores parques de Gijón. En ese mismo barrio, a la altura del Real Grupo de Cultura Covadonga, comienza su encauzamiento. Poco después, una vez alcanza el barrio de Las Mestas, confluye con su principal afluente, el río Peñafrancia.
El Piles finaliza su recorrido en el mar Cantábrico, concretamente en el extremo este de la playa de San Lorenzo de la ciudad de Gijón. La zona próxima a su desembocadura era, hasta el siglo XX, una marisma llamada la "Charca del Piles" o "Llamarga del Molinón". En el año 1941 se decicidó verter tierras para secarla, canalizando también el curso de las aguas y creando el actual parque de Isabel la Católica.

### Lugares a sus orillas
Lugares y sitios de interés a partir del cruce de las autopistas A-8 y AS-II.
Orilla Derecha
- Parque Fluvial
- Club Hípico Astur
- Complejo Deportivo Las Mestas
- Barrio de La Guía
- IES El Piles y CP Río Piles
- Palacio de Deportes de La Guía
- Museo del Pueblo de Asturias
- Recinto Ferial Luis Adaro
- Parque de los Hermanos Castro

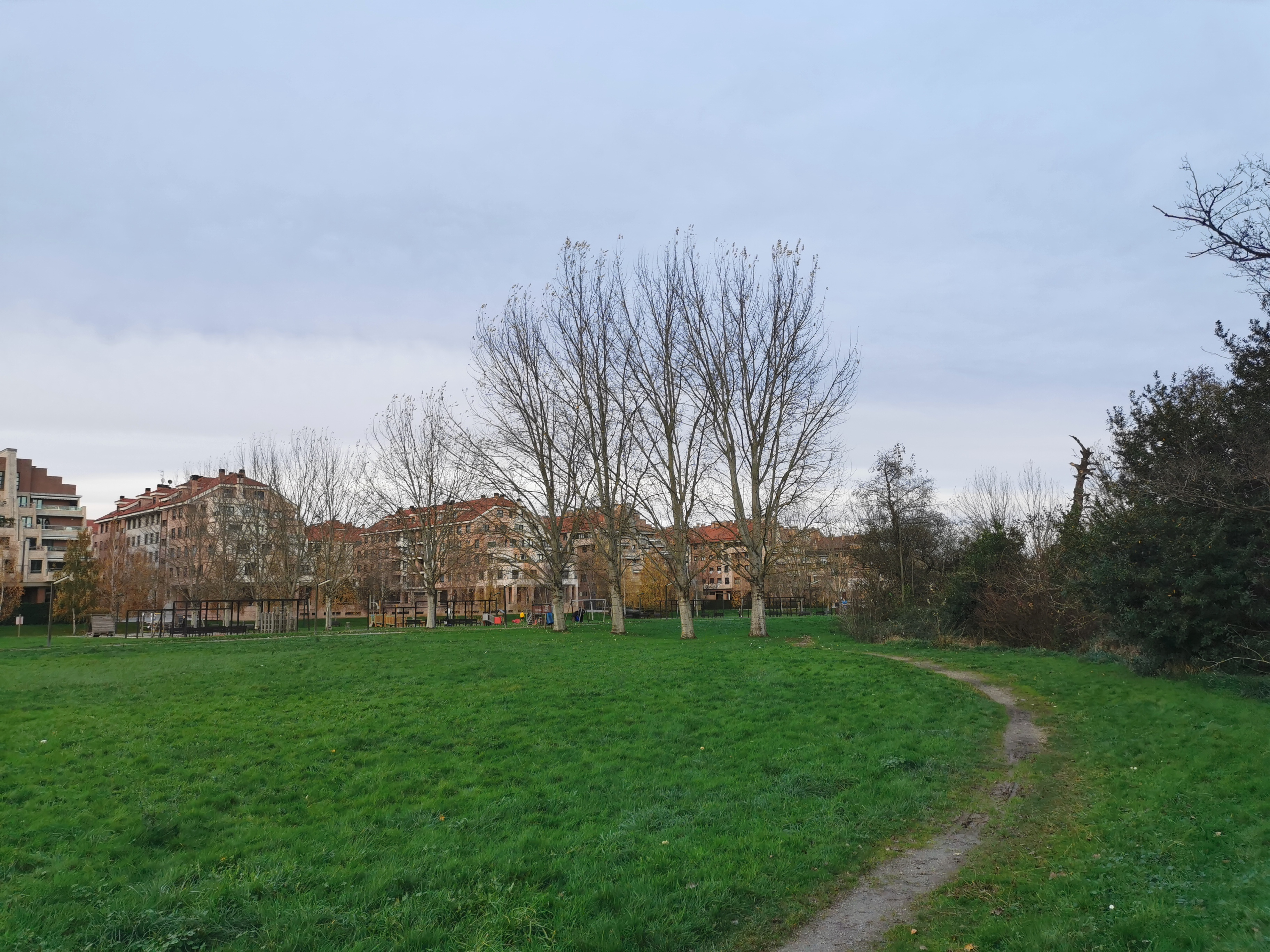
El Parque Fluvial se ubica en una vega a ambas orillas del río Piles, a su paso por el barrio de Viesques. Su construcción fue adjudicada en 2005 por CHN y el Ayuntamiento por 7 millones de euros. Entró en servicio en febrero de 2008.

- Hoteles abba Playa Gijón y NH Gijón
- El Tostaderu

Orilla Izquierda
- Molino hidráulico de la Coría
- Gran parte del barrio de Viesques
- Real Grupo de Cultura Covadonga
- Monumento a Manolo Preciado
- Estadio El Molinón
- Parque de Isabel la Católica: El kilometrín y Avd. de El Molinón
- Playa de San Lorenzo

## Historia urbana del río

### Encauzamiento inicial

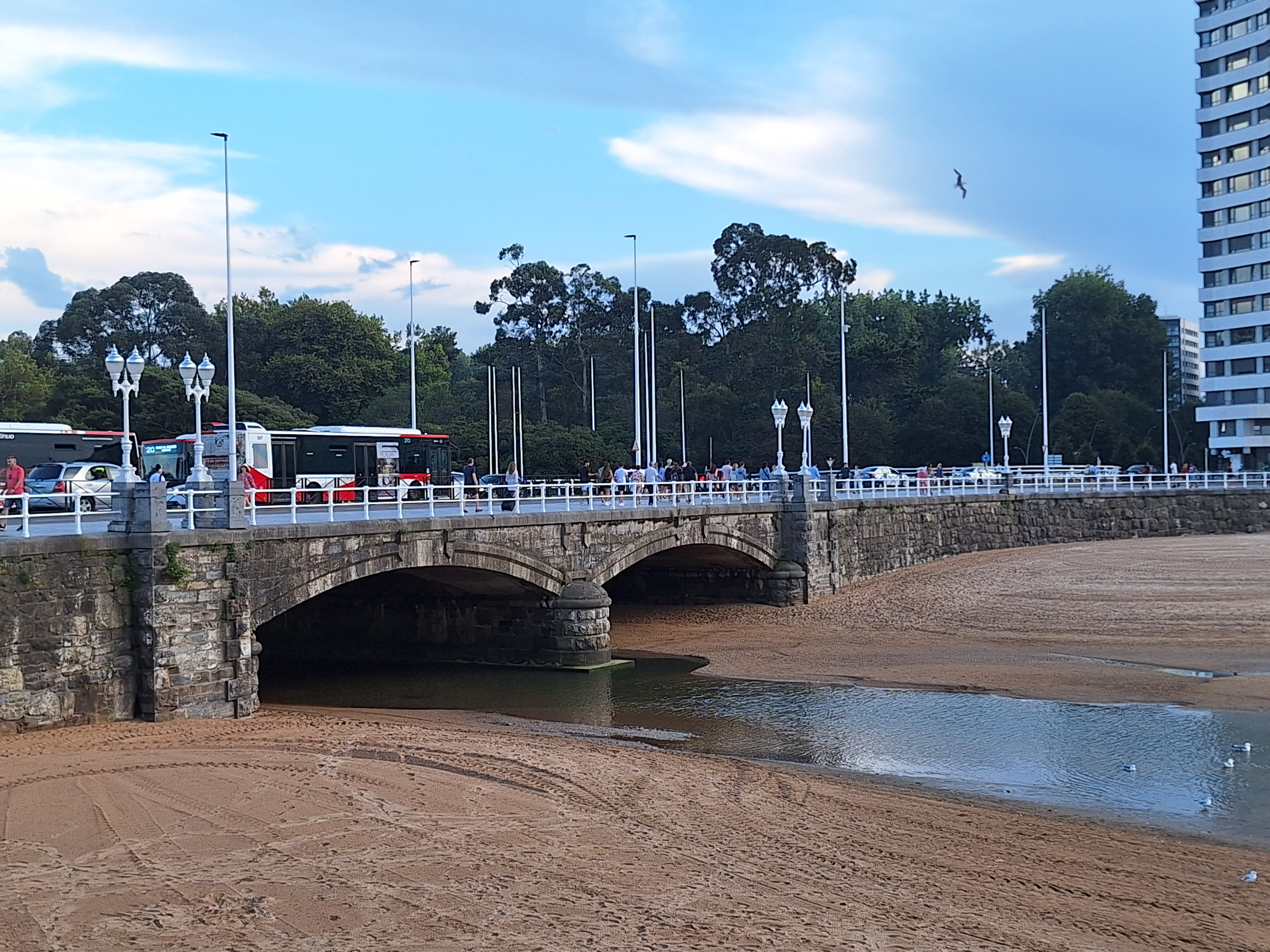
Puente de piedra en la desembocadura del río Piles (1914)

El río presentaba en su tramo final (desde Las Mestas a la playa de San Lorenzo) un trazado sinuoso y susceptible a crecidas e inundaciones por culpa de las mareas. Su margen izquierda contenía una marisma insalubre, con la excepción del terreno ocupado por el Estadio El Molión (aprox. 1908). En 1901 se construyó una pasarela de madera en la desembocadura del río. En 1914, en el contexto de construcción de El Muro, se inauguró el puente de piedra de la desembocadura. Se demuele la vieja pasarela.
Una vez finalizado el paseo marítimo de El Muro, el Ayuntamiento de Gijón, a través de Rufo García Rendueles, solicita al Ministerio de Fomento el encauzamiento del tramo final del río Piles. Este se aprueba en 1916 mediante Real Orden. Se contemplaba un trazado rectilíneo y ancho, con una curva a la altura de El Molinón hasta el puente de La Guía. Las obras avanzaron lentamente desde la playa hasta La Guía. En 1934 el Ayuntamiento plantea la construcción de un parque en la marisma aprovechando el encauzamiento. En 1941 estos terrenos abren al público como parque de Isabel la Católica, tras desecar la marisma.

### Reforma del encauzamiento de 2002

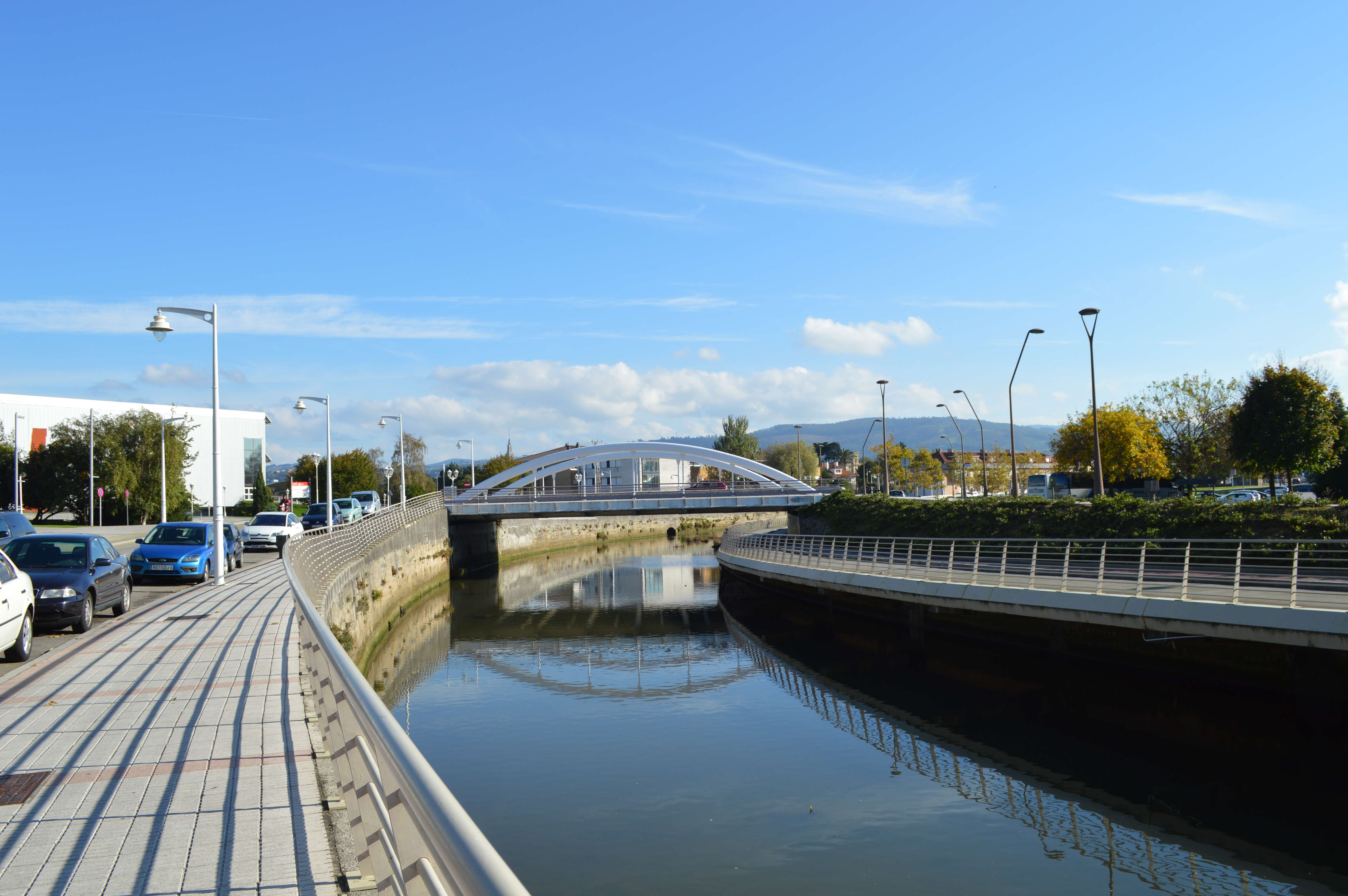
El río está encauzado una vez abandona el Parque Fluvial. En la imagen, puente del Palacio de Deportes, instalado en 2003.

En agosto de 2002 se firmó un convenio entre la Confederación Hidrográfica del Norte, el Ayuntamiento de Gijón y el Ministerio de Medio Ambiente para reformar el encauzamiento del río y abrirlo a la ciudadanía.
El proyecto se dividió en dos fases. La primera afectó al curso bajo del río (desde la playa a La Guía), donde el encauzamiento fue ampliado para evitar inundaciones y reformado. Se instaló un puente enfrente del palacio de Deportes y una pasarela peatonal entre El Molinón y el Recinto Ferial. Se crearon interinaros peatonales, especialmente en el margen izquierdo. Los grandes muros de hormigón del canal se decoraron con mosaicos obra de Joaquín Rubio Camín.Las obras de la primera fase terminaron en abril de 2004 tras una inversión de 5,6 millones de euros.
Una segunda fase del proyecto contemplaba actuar en la parte alta del río (a partir de La Guía). Recogía inversiones globales de 11,8 millones de euros, encaminadas a crear una senda fluvial desde la playa de San Lorenzo a La Camocha (donde se uniría con la vía verde de La Camocha).La pieza central de este segundo proyecto fue el parque fluvial de Viesques (abierto en 2008),así como una segunda zona verde conocida como La Carbayera.

### Anillo navegable 2003-2024
El 23 de mayo de 2003 se inauguró el anillo navegable tras una inversión de cerca de un millón de euros. El proyecto consistió en la construcción de un canal artificial entre el río Piles y el Peñafrancia, a través del Complejo Deportivo Las Mestas. En el punto de unión de ambos ríos se construyó una represa. El objetivo era permitir practicar piragüismo, especialmente a los socios del Real Grupo de Cultura Covadonga.
El río entró en un proceso degenerativo, especialmente por la acumulación de bacterias muertas en el agua embalsada. Esta situación provocaba problemas de salud a los deportistas, la imposibilidad de que el río tuviera un aspecto natural (al no poder desarrollar formas de vida) y continuos episodios de insalubridad aguas abajo, en la playa de San Lorenzo. En agosto de 2019 parte de la playa fue cerrada al baño por graves problemas ambientales. Este fuerte episodio de insalubridad provocó que en diciembre de 2019 el Ayuntamiento de Gijón (PSOE-IU) acordara suprimir el anillo. En 2020 se abren las compuertas y comienza un lento proceso de regeneración.
En marzo de 2022 el Ayuntamiento presentó el plan "Piles Natural". Se trata de un proyecto cofinanciado por los fondos Next Generation (2,8 millones de euros) que busca otorgarle al río Piles un aspecto natural en su tramo encauzado. No contemplaba la práctica de piragüismo en el río lo que provocó denuncias judiciales del RGCC.El Real Grupo de Cultura Covadonga se opuso diametralmente al plan, puesto que perjudicaba a sus intereses deportivos. La entidad privada denunció al Ayuntamiento de Gijón y los tribunales le dieron inicialmente la razón, pero una sentencia del Tribunal Supremo de Justicia dio vía libre a la naturalización. El RGCC propuso entonces alternativas complementarias al plan que no supusieran la total eliminación del embalsamiento, como instalar azudes hinchables. El nuevo gobierno municipal FORO-PP intentó apoyar la medida pero en enero de 2024 la Fundación Biodiversidad (MITECO) concluye que los azudes no permitirían la renaturalización del río y por lo tanto supondrían la pérdida de los fondos europeos.El gobierno decidió entonces sacar adelante el plan "Piles Natural" íntegramente, tras darle soluciones deportivas al RGCC en Naval Gijón.

## Fauna
Según muestreos de pesca eléctrica acometidos entre los años 1997 y 2019, referencias bibliográficas y comunicaciones orales fidedignas, en el río Piles se han detectado especímenes de anguila (Anguilla anguilla), corcón (Chelon labrosus) y platija (Platichthys flesus).